# 漢字だいすき
漢字だいすき（かんじだいすき）は、2004年8月16日から2005年3月22日までNHK教育テレビジョンで放送されていたテレビ番組。

## 概要
小学校国語の漢字学習に特化し、漢字の意味や面白さを紹介する番組。2004年度『夏・冬・春のテレビクラブ』で放送。
2005年度以降、3回分をまとめた15分番組『特集 漢字だいすき』として不定期に再放送されていた。

## 出演者
- かんちゃん（声：松井菜桜子、人形操作：まきたまさこ）

## 放送リスト
| 回 | 漢字 | 初回放送日時               |
| -- | ---- | -------------------------- |
| 1  | 光   | 2004年08月16日 11:40-11:45 |
| 2  | 自   | 2004年08月17日 11:40-11:45 |
| 3  | 背   | 2004年08月18日 11:40-11:45 |
| 4  | 歩   | 2004年08月19日 11:40-11:45 |
| 5  | 老   | 2004年08月20日 11:40-11:45 |
| 6  | 休   | 2004年12月24日 11:15-11:20 |
| 7  | 福   | 2004年12月24日 11:20-11:25 |
| 8  | 貝   | 2004年12月24日 11:25-11:30 |
| 9  | 旗   | 2004年12月27日 11:15-11:20 |
| 10 | 鳴   | 2004年12月27日 11:20-11:25 |
| 11 | 電   | 2004年12月27日 11:25-11:30 |
| 12 | 見   | 2004年12月28日 11:15-11:20 |
| 13 | 武   | 2004年12月28日 11:20-11:25 |
| 14 | 美   | 2004年12月28日 11:25-11:30 |
| 15 | 材   | 2004年12月29日 11:15-11:20 |
| 16 | 行   | 2005年03月22日 11:30-11:35 |
| 17 | 水   | 2005年03月22日 11:35-11:40 |
| 18 | 家   | 2005年03月22日 11:40-11:45 |
| 19 | 山   | 2005年03月22日 11:45-11:50 |
| 20 | 門   | 2005年03月22日 11:50-11:55 |

## スタッフ
- 監修 - 阿辻哲次
- 人形操作 - 小林次郎、塚越寿美子
- 人形デザイン - 蜷木哲子
- 人形美術 - 関口優子
- アニメーション - saori ikekame
- 実写撮影協力 - 金田和久
- 制作協力 - NHKエデュケーショナル